# Riskkapitalbolag
Riskkapitalbolag är ett företag som förmedlar riskkapital från investerare (ibland även från fonder) till företag i behov av riskkapital. Svenska riskkapitalbolag är organiserade i Svenska riskkapitalföreningen.
Riskkapitalbolag verkar oftast i en tidsbunden fondstruktur. Två vanligt förekommande kategorier är buyout-fonder och venturekapital-fonder. Buyout-fonder investerar i mer mogna bolag, ofta större belopp, genom att skjuta till riskkapital i kombination med banklånefinansiering. Venturekapital-fonder investerar ofta i tidiga faser nästan uteslutande genom att skjuta till riskkapital. Venturekapital-fonder gör både mindre och större investeringar och kan investerar allt från 1 Mkr upp till 100 Mkr och däröver.
Riskkapitalbolag har möjlighet att investera både i helt privata bolag och i bolag som handlas på en marknadsplats eller börs. Riskkapitalbolag kallas ofta för "private equity". Anledningen är att de ofta investerar i bolag som inte handlas på börsen.
Riskkapitalbolag tjänar pengar på två sätt. Dels erhåller de ett förvaltararvode av de aktörer som ställer pengar till förfogande i fonderna. Den största delen av bolagens vinster kommer emellertid när de säljer sina aktier vidare, vilket benämns att göra en exit. En vanlig tumregel är att 1-2 investeringar i en portfölj på 10 bolag skapar den vinst som bolagen genererar. 

## Riskkapitalbolag i Sverige
Det finns ett flertal privata och även en del statliga riskkapitalbolag i Sverige, se Svenska riskkapitalbolag. Sverige är i dag ett av de länder i Europa med flest riskkapitalbolag, mest förvaltat riskkapital och högst historisk avkastning.

## Kritik
Det har förekommit debatt om hur lämpade riskkapitalbolag är som ägare av välfärdsföretag, där riskkapitalägare anklagas för försämra välfärdstjänster i vinstsyfte, ofta genom att utnyttja regelverk och mätsvårigheter. Det har även förekommit kritik att riskkapitalbolag skapar kortsiktiga vinster på ohållbara försämringar av arbetsvillkoren för medarbetare i verksamheten.